# Dąbrówka Wielkopolska
Dąbrówka Wielkopolska (deutsch: Groß Dammer) ist ein Dorf in der Gemeinde Zbąszynek im Powiat Świebodziński der polnischen Woiwodschaft Lebus. Der Ort hat etwa 1174 Einwohner und liegt ca. 4 Kilometer nördlich von der Stadt Zbąszynek.

## Geschichte
Das Dorf wurde schon 1406 als Dambrowca schriftlich erwähnt und wurde als ein typisches Runddorf gebaut. Der Ort kam 1793 durch die Dritte Teilung Polens zu Preußen, wo es sich von 1815 bis 1945 im Kreis Meseritz der Provinz Posen befand. Im Jahre 1910 gehörte das Gut in Groß Dammer Bernhard von Britzke. Bei der Abtretung des überwiegend polnischsprachigen Kreisgebietes an die Zweite Polnische Republik verblieb Groß Dammer 1920 trotz seiner polnischen Bevölkerungsmehrheit bei Deutschland.

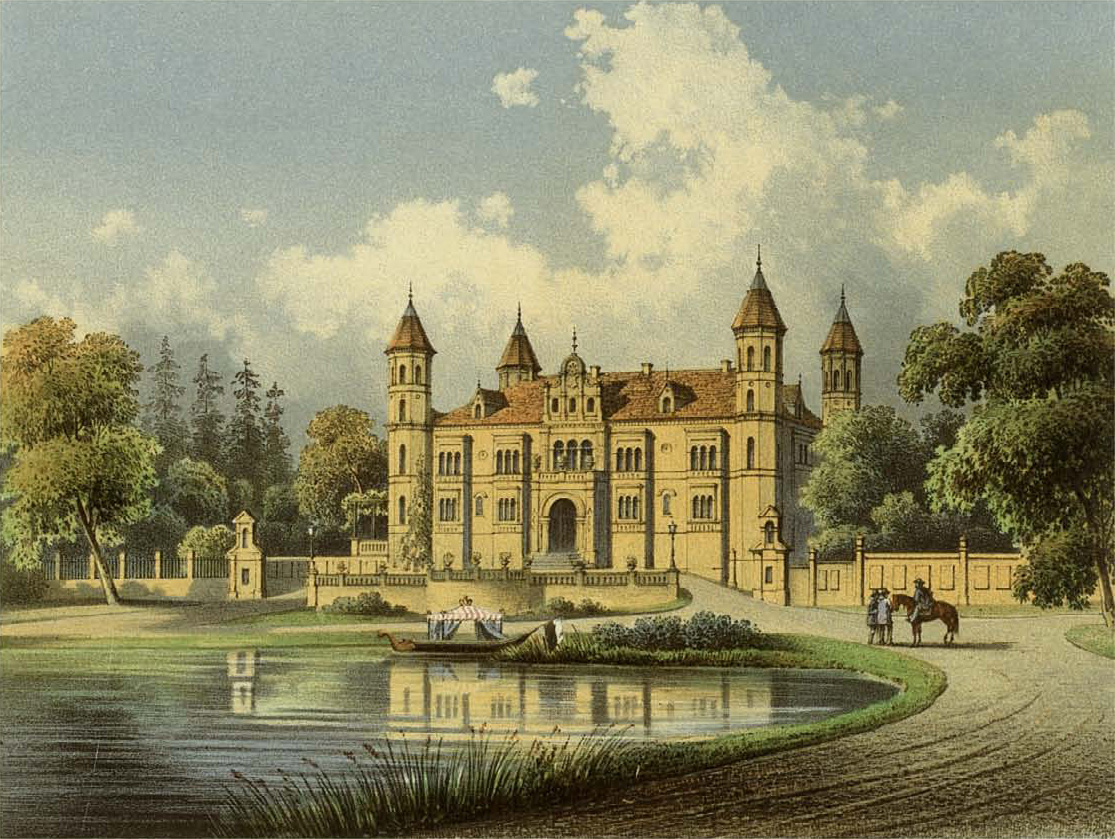
Schloß Dammer (Bild vom Jahr 1858), Sammlung Alexander Duncker

## Sehenswürdigkeiten
- das Mitte des 19. Jh. nach dem Entwurf von Friedrich August Stüler erbaute Schloss.